# The Tennessee Three
The Tennessee Three était le groupe du célèbre chanteur de musique country et rockabilly Johnny Cash, pendant 40 ans jusqu'à sa semi-retraite en 1997.

## Membres successifs
- Johnny Cash — chanteur et guitariste, 1954–2003
- Marshall Grant (en) — basse, 1954–1980
- Luther Perkins —  guitare électrique, 1954–1968
- W.S. Holland (en) — batterie, depuis 1960
- Bob Wootton (en) — guitare électrique, 1968—Present
- Carl Perkins — guitare électrique, 1966–1974 (joua en tant que seconde guitare avec le band en août 1968 après le décès de Luther)
- Jerry Hensley — guitare électrique, 1974–1982
- Earl Poole Ball (en) — piano, 1977–1997
- Larry Butler (en) — piano, 1972
- Larry McCoy — piano, 1973–1976
- Bill Walker — piano, 1973
- Tommy Williams — fiddle, 1974
- Gordon Terry — fiddle, 1975–1976
- The Tennessee Trumpets: Jack Hale Jr, et Bob Lewin — trompette et cor d'harmonie, 1978–1989
- Lisa Horngren
- Rodney Blake Powell — batterie, 2008–2009